# Façonnable
Faconnable è una società di prêt-à-porter uomo e donna  , fondata nel 1950 a Nizza (Francia).
Le sue collezioni sono distribuite attraverso propri negozi e multimarca.

## Storia
Faconnable nasce nel 1950, quando il sarto Jean Goldberg creo' una sartoria a Nizza in rue Paradis. Nel 1961, suo figlio Albert Goldberg, eredita la società.
Nel 1975, insieme a Loro Piana, Albert Golderg crea « FaçoRain », un processo di fabbricazione di lane o cashmere impermeabili all'acqua e al vento.
Nel 1987, Faconnable lancia una collezione di occhiali da sole e da vista.
Nel 1990 Faconnable lancia una collezione di orologi.
Nell'ottobre del 1993, Faconnable apre il suo primo punto vendita americano sulla V strada di New York, nel punto vendita che fu di Gucci al Rockfeller Center.
Nel 1995 negli Stati Uniti, Faconnable lancia una collezione donna .
Nel 2013 apre un punto vendita a Shangai.

## I direttori artistici
- Albert Goldeberg, dirige la creazione fino al 2000.
- L'americano Michael West è stato direttore artistico per le collezioni dal 2004 al 2007.
- Eric Wright ha disegnato le collezioni Façonnable dal 2008 al 2010.[5]
- Lo stilista anglo-turco Julian Neal arriva alla direzione artistica di Faconnable nel 2011.[6]
- Dal 2014 Daniel Kearns assume la direzione artistica della marca.